# 香港2006年8月

## 8月1日
- 大學聯招放榜，11,294名學生獲香港八大院校的學士學位課程取錄，獲派首三志願課程(Band A)的人數佔76.8%。 雅虎新聞轉載明報[]
- 热带风暴派比安於經過菲律賓後，在早上進入南中國海，並趨向海南島。香港天文台於中午12時10分發出一號戒備信號，天文台預計派比安將繼續增強並逐漸靠近香港，明日稍後風力將會逐漸增強，並會有狂風暴雨。雅虎新聞轉載明報[]
- 兩名工人在沙田源禾路工程地盤的沙井工作時，疑因安全裝備不足，吸入沼氣死亡。雅虎新聞轉載星島日報[]、雅虎新聞轉載明報[]、雅虎新聞轉載太陽報[]

## 8月2日
- 香港立法會開始恢復二讀辯論《截取通訊及監察條例草案》。

## 8月3日
- 恒基地產耗1000萬港元美化上環荷李活道，包括種植冬青樹，為配合孫中山博物館開幕。 明報[]

## 8月4日
- 颱風派比安昨日令港九新界多處地區錄得達強風至烈風程度的風力，陣風更達颶風程度，香港天文台發出三號強風信號，今日香港多份報章社論質疑香港天文台的熱帶氣旋警報機制。明報[] 東方日報[] 星島日報[]
- 香港立法會為趕及在8月8日前完成《截取通訊及監察條例草案》立法程序，原計劃在當日通宵辯論，但是當日辯論進度比預期快，香港立法會主席把當日的會議結束時間提早至晚上11:00。明報1[] 明報2

## 8月6日
- 經過四天會議後，由泛民主派提出的修訂全數被否決，泛民主派議員在會議結束前集體離場抗議，立法會三讀通過《截取通訊及監察條例草案》。星島日報、明報

## 8月7日
- 公民教育委員會主席香灼璣涉嫌非法佔用官地20年、以「逆權侵佔」形式興建慈雲山觀音山九號屋。據了解，香氏所佔用的地方原為中電承建商用作貨倉以存放電纜。香灼璣在工程完成後繼承了租約，但涉嫌將貨倉改作私人住宅並遷入居住。香灼璣承認指控，並願意向政府補償少付的租金。但他以事件不涉誠信問題，故不會辭去公民教育委員會主席一職。新浪網：東方日報[永久] 明報[]

- 證監會向永業證券有限公司發出限制通知書，指該公司負責人葉國基曾挪用客戶的股票及向客戶提供虛假月結單至少430萬港元。而該公司的規定流動資金在6月底亦出現短欠，違反證監會所訂下的財政資源規則。 葉國基表示事件純屬個人財政問題，又表示大部分客戶可取回九成資金。證監會表示已將案件交警方跟進。明報[]

- 屯門友愛邨愛明樓發生自殺事件，一名婦人在愛明樓21樓走廊從高處躍下，倒臥在二樓平台上，一名巡徑的保安員發現後隨即報警，婦人在送院後證實不治。據了解，警員在死者身上發現一封紅字遺書，相信她是自殺而死。明報

## 8月8日
- 李澤楷用少於3億港元已經購得《信報》5成股權。 明報[]
- 一群外籍人士和環保團體為促請政府重視香港污染嚴重，發起在晚上八時把燈關上三分鐘，雖得到立法會和一些商業機構支持，但響應者並不多。明報1、

## 8月9日
- 香港市區重建局用300億港元分期12年翻新觀塘市中心，裕民坊將擴建成4倍，重建計劃包括觀塘道、協和街及物華街等。 文匯報
- 最後一屆以「拉曲綫」方法評分的香港中學會考放榜，本屆共有25名十優狀元，為歷年新高，同時有2萬多名考生只獲得0分。 維基新聞、明報
- 香港電台宣佈，任命電訊管理局副總監傅小慧為副廣播處長，將於8月14日履新，接替本月11日退休的吳錫輝。香港電台（页面存档备份，存于）香港政府網站（页面存档备份，存于）
- 香港特別行政區行政長官曾蔭權委任高等法院原訟庭彭鍵基法官接替胡國興法官為選舉管理委員會(選管會)主席，任期3年，由2006年8月17日起至2009年8月16日止。新浪网（页面存档备份，存于）香港政府網站（页面存档备份，存于）

## 8月11日
- 高等法院裁定：《註冊醫生守則》禁止醫生作「自我宣傳」，違反了《基本法》和《人權法》保障香港公民的言論自由。此後，醫生將容許賣廣告和作出「真實不誇張」的宣傳。明報[永久]

## 8月12日
- 中六收生程序 第四階段結束，所有資助中學的中六學位已告額滿，第五階段「統一派位」取消。明報[永久]

（參看：中六收生程序簡表）
- 安葬因公殉職公務員墓地浩園上午遭受惡意破壞，29個墓碑的相片全遭硬物破壞，破壞行為受到政府及社會各界人士的譴責。浩園位於新界北區粉嶺和合石，安葬該墓地的包括：香港警務處警務人員、消防處消防員、入境事務處縱火案殉職入境事務處職員梁錦光 （页面存档备份，存于）、沙士期間英勇殉職的醫院管理局醫護人員等。雅虎香港、政府聲明（页面存档备份，存于）
- 2006年度香港小姐競選決賽晚上假座於香港體育館舉行，現年25歲的13號陳茵媺奪冠，亞軍及季軍分別由周家蔚及呂慧儀所奪得。此外，周家蔚亦獲得「最上鏡小姐」獎；而陳茵媺則獲得「國際親善小姐」獎項。維基新聞、無綫電視官方網頁

## 8月13日
- 10歲的沈靖韜及13歲的黃蔚然兩位香港小鋼琴家在德國埃特林根國際青少年鋼琴賽(15歲以下組別)中分別贏得冠軍及季軍。明報（页面存档备份，存于）
- 位於東九龍坪石邨附近的坪石交通交匯處正式啟用，有新界的士司機因不滿政府沒有履行設立上落客區的承諾，發動慢駛抗議。星島日報[]、明報
- 天水圍新市鎮居民和數名元朗區的議員沿輕鐵路軌遊行，抗議九鐵計劃取消輕鐵761路綫。東方日報

## 8月14日
- 青朗公路往葵涌方向發生致命交通意外，一輛泥頭車當駛至汀九橋時，懷疑因爆胎撞向石壆，司機因安全帶斷裂拋出車外，當場死亡。此後同時有四架車連橫相撞，共釀成一死一傷。星島日報、東方日報

## 8月15日
- 香灼璣辭去公民教育委員會主席一職，即時生效，彭敬慈接任，任期至2007年3月31日。 明報、星島日報
- 九廣鐵路公司在東鐵五個不同的路段安裝全球首創的光纖感應器來監察列車裂紋。新城電台[永久]、大公報、香港文匯報

## 8月16日
- 廉政公署起訴個人資料私隱專員公署前副專員林永康，指他身為公職人員行為不當，並利用三項虛假文件騙取海外膳宿津貼，意圖欺騙其主事人，涉嫌違反普通法及《防止賄賂條例》，案件翌日於東區裁判法院提堂。明報[]

- 法律改革委員會發表報告書，讓市民預先簽發醫療指示，倘日後昏迷或病危時不接受醫治，法改會認為此建議不等同安樂死，但有病人互助組織指建議可能會因病人已簽署預設指示而令醫生無法提供適切治療。而香港醫學會主席蔡堅醫生則指建議無法律約束力，醫生可能要面對病人家屬所提出的法律訴訟。明報

- 屯門友愛邨愛明樓於十天內再次發生有人墮樓事故，早上一名婦人於愛明樓從高處墮下，延至深夜證實不治。警方相信她是自殺而死。由於邨內接連發生有人墮樓事故，社署將於明晚派出心理學家和社工向居民提供輔導服務。明報

- 中文大學宣佈，將成立的晨興書院及善衡書院的候任院長分別由诺贝尔经济学奖得主莫理斯及植物分子生物學家辛世文出任。香港文匯報、中時電子報[永久]、大公報、中大新聞發佈（页面存档备份，存于）

## 8月17日
- 一名在去年11月6日於西貢撞死單車選手的專線小巴司機，於觀塘裁判法院被裁定「危險駕駛引致他人死亡」罪名成立，處判監五個月兼停牌兩年。裁判官指被告石明有只屬一時鹵莽駕駛，故將量刑起點定為六個月；加上過去被告有良好駕駛紀錄及須照顧妻兒，故減刑一個月。被告提出上訴，獲准以港幣五千元現金擔保外出，期間不得離開香港。【香港司法機構案件編號：KTCC2478/06】明報[]

- 規劃署所委託的顧問公司已完成初步研究報告，計劃在銅鑼灣軒尼詩道興建地下購物街，以改善人車爭路的情況。規劃署希望在2007年初分三年展開工程。消息指，政府擬在崇光百貨與興利中心之間的位置興建一條長220米，闊20米的地下購物街，並連接百德新街、波斯富街及銅鑼灣地鐵站東西面大堂。有商舖認為新景點會吸引更多人流並增加營業額，但同時憂慮業主會加租最少20%。蘋果日報[]

- 環保觸覺於本年6月至8月量度了70輛空調巴士的溫度，發現89%的樣本低於政府所提倡的室溫標準(攝氏25.5度)，而平均亦只有攝氏22.8度。其中一輛城巴更錄得攝氏15.1度的低溫。另一方面，該組織於8月1日量度巴士所排出的熱氣，平均為攝氏33.6度，最高更達攝氏36.1度。環保觸覺主席譚凱邦認為，空調巴士的製冷過程中會產生熱氣，故車廂溫度越低，巴士所排出的熱氣便越高；加上巴士所排出的熱氣有污染物，促請政府立法規定空調巴士車廂不得低於攝氏25.5度以減少熱氣排放。明報[]

- 香港就業情況持續有改善，政府統計處公布2006年5月至7月的失業率為4.9%，較4月至6月微跌0.1%。而就業不足率則由2.7%下跌至2.6%。政府發言人指，由於經濟活動持續擴張，故總就業人數創歷史新高；然而由於應屆會考生及及離校人士投入勞工市場，故失業人數出現季節性上升。香港政府新聞稿（页面存档备份，存于）

- 九龍灣啟業邨一花槽內發現一個八個月前從深圳寄往伊朗的包裹，警方證實包裹內有可制造沙林毒氣的氟化氫鉀，但表示無證據顯示涉及恐怖活動，發現可疑物品案處理。東方日報[]、明報[]

## 8月19日
- 西貢清水灣二灘發生快艇撞死泳客事件，撞死人的船主被警方以「海上危害生命」的罪名拘捕。星島日報[]、明報[]

- 警方破獲一個電話行騙集團，拘捕三名黨羽包括集團首腦，警方懷疑該集團至少涉及8宗案件，騙款達1亿元。被埔的集團主腦，被落案控以一項詐騙罪名，將於8月21日在觀塘裁判法院提堂。警察公共關係科新聞公佈（页面存档备份，存于）

## 8月20日
- 香港立法會議員何俊仁（民主黨）在參加遊行後在一家快餐店遇襲，送抵瑪麗醫院救治，他送院時情況清醒。香港電台（页面存档备份，存于）、雅虎香港
- 本港今日天氣驟變，上午無風、空氣污染水平偏高兼濕度高，下午橫風橫雨，天文台一度發出雷暴警告。全港各地發生多宗與天氣有關的中暑、跌落石澗、雷擊等事件，造成一人死亡、多人受傷。明報1、2、3、星島日報[]
- 環保觸覺調查發現指，西九龍填海區上有六成海岸線興建了屏風式的新型屋苑，嚴重影響區內空氣質素。該組織訪問了251名大角咀舊區居民，超過七成居民指區內街道空氣質素變差及夏天時家裡通風情況比以往差；四成受訪居民及其家人多了氣管或呼吸道的毛病，而大部分受訪居民均表示空調開支較以往增加。規劃師吳永輝指政府雖然定下設計指引，但由於沒有法定約束力，故地產發展商不一定會跟隨。環保觸覺建議政府應重新審視當區住宅地段的地積比率及建築物高度，以減低屏風效應。明報[]
- 深井龍圃花園業主後人之一李韶，計劃以1億3000萬元洽購物業，避免龍圃被發展商拆卸。香港電台（页面存档备份，存于）
- 世界女排大獎賽香港站結束，比賽在紅磡香港體育館舉行，中國隊以局數3:0擊敗俄羅斯勝出第3場賽事，取得分站冠軍。雅虎[]

## 8月21日
- 於昨天遇襲的香港立法會議員何俊仁目前情況穩定，民主黨指事件可能與其律師事務工作有關，並已邀請各立法會議員將於翌日上午與警務處處長李明逵會唔，討論議員的人身安全問題。而警方港島總區重案組總督察李雅麗指，已鎖定3至4名年約20-30歲，身高1.7至1.8米的兇徒，警方將循何俊仁的政治活動、黨務工作、律師事務工作及私人事務等方向調查。並於下星期日再到快餐店作問卷調查，以向目擊者搜集更多更多消息。警方亦呼籲目擊者及任何知情人士致電2860 7885、2860 7886或2860 7848與警方聯絡。明報[]
  - 行政長官曾蔭權對事件感到憤慨，他指不論兇徒走到天涯海角，也要將兇徒繩之以法。而多名立法會議員均齊聲譴責暴行。香港律師會及香港大律師公會均有發表聲明，律師會指對使用暴力行為實屬可恥，並嚴重侵犯香港的法治，而大律師公會則對有預謀的襲擊感困擾，如查出事件與執行職責有關，該會感到十分震驚，希望警方立即採取行動。明報[]

- 長青隧道於早上發生五車嚴重交通意外，釀成一死25傷。事發後，貨車與巴士損毀最嚴重，貨車車尾翹進城巴車頭，使城巴司機被困在駕駛艙內，消防員合力將他救出，惜至送院時已證實死亡。而貨車車身嚴重變形，司機亦須消防員協助才能獲救。事發於早上八時半左右，長青隧道東行管道內，一部24座位小巴尾隨的兩部旅遊巴因前方交通擠塞而停下，尾隨一部貨車因收掣不及發生輕微碰撞。後來城巴駛至時失控，貨車車尾被城巴車頭所翹起。受事故影響，警方一度將長青隧道封閉以方便救援及展開調查，令長青隧道及汀九橋交通一度嚴重擠塞。明報、太陽報、星島日報

- 獲香港科技大學破格取錄的應屆會考生陳易希，承認其會考成績為12分，其中中、英文科均不及格。他在傍晚於觀塘出席一個新書簽名活動中承認自己會考成績一般，需要多點時間讀書。此外，陳易希又感謝科大願意破格取錄，並期望有更多跟他同類處境的學生，可以得到大學破格取錄。科大發言人指，校方取錄陳易希是基於他在科學研究上的成就，並非取決其學術成績，故不會因其會考成績而改變決定，校方於新學年會為他安排語文強化課程，故不擔心他會不能應付大學課程。明報1、2

- 中國國家稅務總局及香港特區政府簽署「內地和香港特別行政區關於對所得避免雙重徵稅和防止偷漏稅的安排」，以進一步擴大避免雙重徵稅的措施。在新措施下，香港居民在內地個人的勞務所得和企業的營業利潤等直接收入以及間接收入股息、利息及特許權使用費等間接收入，如兩者屬同一項收入，均不會被雙重徵稅。此外，新協議亦對香港居民和企業在中國內地投資之利得稅率進行寬減。行政長官曾蔭權認為新協議可鼓勵投資及經貿活動。而中國國家稅務總局局長谢旭人則表示在新安排下，個人及企業可無須雙重繳稅外，新安排亦有防止偷漏稅的作用。香港政府新聞稿（页面存档备份，存于）

- 粵語片影星曹達華今天凌晨在旺角一棟大廈不慎跌倒受傷，送往廣華醫院救治後傷劫無大礙。東方日報[]

## 8月22日
- 十屆全國人大常委會第23次會議在北京舉行，會議審議授予香港在深圳灣口岸的港方口岸區有司法及行政管轄權。明報[]、人民網（页面存档备份，存于）、新華網

## 8月23日
- 二人女子組合Twins成員鍾欣桐在演唱會後台更換衣服時被偷拍，成為最新一期《壹本便利》封面照片，引起社會各界的強烈譴責，影視處已接獲超過100宗投訴。明報
- 立法會議員何俊仁在遇襲受傷後，絕食24小時以聲援內地維權運動。他準備在星期五復工，並強調，即使知道誰是幕後黑手，亦留待警方調查。香港電台
- 首批內地供港冰鮮豬肉運抵本港，並於次日在市面發售。明報1[]、2[]、東方日報[]、星島日報

## 8月24日
- 遇襲後出院的立法會議員何俊仁，其律師樓再收到恐嚇信，內附有刀片及4行文字。明報[]

## 8月25日
- 高等法院宣判被控於2004年7月虐殺重達200磅肥妹劉美英的8名童黨被告，誤殺、襲擊及非法棄屍（阻止合法埋葬屍體）等罪名成立，被判入獄3至9年，另外一人判入教導所。明報
- 內地來港的自由行效應減，香港電器行現淘汰戰。 明報[] 1990年成立的樓上影音電器店始祖華仁會休業。 明報

- 首屆中文維基年會在香港中文大學揭幕，維基百科創辦人吉米·威爾斯在演講中表示對中國大陸查封維基感到惋惜。明報[]

## 8月26日
- Twins成員鍾欣桐就其在馬來西亞偷拍更衣照事件到灣仔香港警察總部報案，當晚她和蔡卓妍到將軍澳電視廣播城，憑《光之美少女》奪得2006年十大兒歌金曲。東方日報、太陽報

- 香港警方透過《警訊》節目分別以廣東話、印尼語及泰語三種語言呼籲市民就有關何俊仁議員遇襲案提供重要線索。香港電台（页面存档备份，存于）

## 8月27日
- 警方下午到上週日立法會議員何俊仁遇襲的快餐店派發傳單，呼籲市民提供資料。警方重案組探員下午到案發地點找尋目擊者，並派發描述疑犯特徵的傳單。由於案發當天有很多外籍傭工聚集在中環一帶，故警方所派發的單張除了中、英文外，亦有菲律賓語、泰語及印尼語的版本，而附近亦有警車以多種語言作出廣播，呼籲目擊者與警方聯絡。何俊仁出院後的第一個星期日，到其位於屯門大興邨的議員辦事處接見市民，辦事處外有軍裝警察巡邏，並有便衣探員在附近戒備。何俊仁在早上出席一個電台節目時表示希望警方早日破案，他沒有對案件作出評論，而現階段的人身安全亦交由警方負責。明報[]

- 香港美國商會的調查發現，空氣污染令香港對外資的吸引力下降。美商會在本年6月份在網上成功訪問140家會員公司，79%的被訪者認為環境污染令香港對外資的吸引力下降；近六成人指出，由於香港的環境質素轉差，公司可能會增加在其他地區的投資；近四成的被訪者指聘請職員到香港工作有困難；另有95%的會員擔心空氣污染影響自己及家人的健康，部分人更考慮遷離香港。美商會促請政府加快改善空氣問題。明報[]

## 8月28日
- 被《壹本便利》偷拍的藝人鍾欣桐入稟香港法院，申請強制令及禁制令，要求《壹本便利》交出所有偷拍照片、底片及電腦紀錄，不再刊印照片，並刪除所有在互聯網上的影像。鍾欣桐亦同時要求《壹本便利》賠償偷拍照對她造成的損失。雅虎新聞:星島日報東森新聞（页面存档备份，存于）
- 香港演藝界舉行「私隱·尊嚴─香港人既事」聲討行動，聲討刊登鍾欣桐偷拍照片的《壹本便利》雜誌。雅虎新聞:星島日報東森新聞（页面存档备份，存于）The Hong Kong Standard加拿大:680新聞
- 香港婦女團體及有關的歌迷聲討壹傳媒。香港警方已經接獲上千通有關的投訴電話。雅虎新聞:明報世界新聞網東方娛樂:新浪新聞

## 8月29日
- 香港晨光會青少年輔導及轉介中心內黑幫尋仇斬人血案，6人受傷，香港港島總區反黑組接手調查。 明報
- 一名75歲的香港旅客乘搭青藏鐵路時心臟病發死亡，成為第一宗青藏鐵路乘客死亡個案。星島日報、明報
- 香港行政長官曾蔭權公開譴責偷拍，並且呼籲重視私隱權。中國經濟新聞網[永久]中廣新聞網[永久]大公網商業電台[永久]

- 為解決「香港一天遊」的團費過低甚至零團費的問題，广州地区旅行社协会及香港旅遊業議會簽訂合作備忘錄，從本年9月1日開始訂定最低團費及限制購物行程，並定出從廣州出發的「香港一天遊」旅行團團費，每人不得少於98元人民幣。此外，備忘錄中亦要求港方不得強迫旅客購物甚至收取離團費，而每天的指定購物點也不得多於一個。而廣州市旅遊局亦表示今後會以98元人民幣作標準，如發現有定價太低的情況，便會作出處罰。广州地区旅行社协会認為「最低團費」措施除對消費者有利外，港方接待單位亦可無須單靠旅客購物賺取回佣以補貼開支。明報
- 由前立法局議員曾健成所營辦的「民間電台」被電訊管理局搜查。「民間電台」的發言人指，十多名電訊管理局人員聯同警方在晚上七時左右帶同搜查令，到位於柴灣的電台入內檢查所有廣播設備。警方在行動中帶走一名60歲男子，懷疑他違反電訊條例，而另外兩人則被口頭警告。曾健成現時不在香港，但已得知事件。「民間電台」於去年曾向電訊管理局申請開設廣播頻道，但末獲得批准。明報

## 8月30日
- 拖延一時的昂坪360纜車開放予本港及海外駐港記者試搭，承辦商希望能趕及於十一黃金週前啟用。星島日報[]、明報[]

## 8月31日
- 新加坡海峽時報中國首席特派員、香港居民程翔間諜罪名成立，一審被判刑5年。北京法院指程翔為收取港幣30萬元，而向台灣某基金會泄露中國大陸國家秘密及情報。 案情並指該基金會表面是「民間智庫」組織，其實是由台灣敵方間諜組織代理人成員組成。 明報、星島日報
- 香港賽馬會舉行週年大會，選出陳祖澤接替夏佳理出任2006/07年度董事局主席，艾爾敦則獲選為副主席，利子厚及陳南祿獲選為董事。香港賽馬會（页面存档备份，存于）
- 西環第三街近東邊街交界一輛貨車溜後，向後滑行直撲一間保健公司門外排隊的人龍，一名七十四歲老婦撞死。東方日報
- 一名一歲大男童懷疑接觸麥當勞的「Keroro軍曹」扭蛋印章後，患上罕見的正鐵血紅蛋白血症。 明報

| 香港新聞動態 |
| \| - 2024年香港：1月 - 2月 - 3月 - 4月 - 5月 - 6月 - 7月 - 8月 - 9月 - 10月 - 11月 - 12月 - 2023年香港：1月 - 2月 - 3月 - 4月 - 5月 - 6月 - 7月 - 8月 - 9月 - 10月 - 11月 - 12月 - 2022年香港：1月 - 2月 - 3月 - 4月 - 5月 - 6月 - 7月 - 8月 - 9月 - 10月 - 11月 - 12月 - 2021年香港：1月 - 2月 - 3月 - 4月 - 5月 - 6月 - 7月 - 8月 - 9月 - 10月 - 11月 - 12月 - 2020年香港：1月 - 2月 - 3月 - 4月 - 5月 - 6月 - 7月 - 8月 - 9月 - 10月 - 11月 - 12月 - 2019年香港：1月 - 2月 - 3月 - 4月 - 5月 - 6月 - 7月 - 8月 - 9月 - 10月 - 11月 - 12月 - 2018年香港：1月 - 2月 - 3月 - 4月 - 5月 - 6月 - 7月 - 8月 - 9月 - 10月 - 11月 - 12月 - 2017年香港：1月 - 2月 - 3月 - 4月 - 5月 - 6月 - 7月 - 8月 - 9月 - 10月 - 11月 - 12月 - 2016年香港：1月 - 2月 - 3月 - 4月 - 5月 - 6月 - 7月 - 8月 - 9月 - 10月 - 11月 - 12月 - 2015年香港：1月 - 2月 - 3月 - 4月 - 5月 - 6月 - 7月 - 8月 - 9月 - 10月 - 11月 - 12月 - 2014年香港：1月 - 2月 - 3月 - 4月 - 5月 - 6月 - 7月 - 8月 - 9月 - 10月 - 11月 - 12月 - 2013年香港：1月 - 2月 - 3月 - 4月 - 5月 - 6月 - 7月 - 8月 - 9月 - 10月 - 11月 - 12月 - 2012年香港：1月 - 2月 - 3月 - 4月 - 5月 - 6月 - 7月 - 8月 - 9月 - 10月 - 11月 - 12月 - 2011年香港：1月 - 2月 - 3月 - 4月 - 5月 - 6月 - 7月 - 8月 - 9月 - 10月 - 11月 - 12月 - 2010年香港：1月 - 2月 - 3月 - 4月 - 5月 - 6月 - 7月 - 8月 - 9月 - 10月 - 11月 - 12月 - 2009年香港：1月 - 2月 - 3月 - 4月 - 5月 - 6月 - 7月 - 8月 - 9月 - 10月 - 11月 - 12月 - 2008年香港：1月 - 2月 - 3月 - 4月 - 5月 - 6月 - 7月 - 8月 - 9月 - 10月 - 11月 - 12月 - 2007年香港：1月 - 2月 - 3月 - 4月 - 5月 - 6月 - 7月 - 8月 - 9月 - 10月 - 11月 - 12月 - 2006年香港：1月 - 2月 - 3月 - 4月 - 5月 - 6月 - 7月 - 8月 - 9月 - 10月 - 11月 - 12月 - 2005年香港：1月 - 2月 - 3月 - 4月 - 5月 - 6月 - 7月 - 8月 - 9月 - 10月 - 11月 - 12月 - 2004年香港：1月 - 2月 - 3月 - 4月 - 5月 - 6月 - 7月 - 8月 - 9月 - 10月 - 11月 - 12月 - 2003年香港：1月 - 2月 - 3月 - 4月 - 5月 - 6月 - 7月 - 8月 - 9月 - 10月 - 11月 - 12月 - 2002年香港：1月 - 2月 - 3月 - 4月 - 5月 - 6月 - 7月 - 8月 - 9月 - 10月 - 11月 - 12月 - 2001年香港：1月 - 2月 - 3月 - 4月 - 5月 - 6月 - 7月 - 8月 - 9月 - 10月 - 11月 - 12月 - 2000年香港：1月 - 2月 - 3月 - 4月 - 5月 - 6月 - 7月 - 8月 - 9月 - 10月 - 11月 - 12月 - 1999年香港：1月 - 2月 - 3月 - 4月 - 5月 - 6月 - 7月 - 8月 - 9月 - 10月 - 11月 - 12月 - 1998年香港：1月 - 2月 - 3月 - 4月 - 5月 - 6月 - 7月 - 8月 - 9月 - 10月 - 11月 - 12月 - 1997年香港：1月 - 2月 - 3月 - 4月 - 5月 - 6月 - 7月 - 8月 - 9月 - 10月 - 11月 - 12月 參 \| |
| - 2024年香港：1月 - 2月 - 3月 - 4月 - 5月 - 6月 - 7月 - 8月 - 9月 - 10月 - 11月 - 12月 - 2023年香港：1月 - 2月 - 3月 - 4月 - 5月 - 6月 - 7月 - 8月 - 9月 - 10月 - 11月 - 12月 - 2022年香港：1月 - 2月 - 3月 - 4月 - 5月 - 6月 - 7月 - 8月 - 9月 - 10月 - 11月 - 12月 - 2021年香港：1月 - 2月 - 3月 - 4月 - 5月 - 6月 - 7月 - 8月 - 9月 - 10月 - 11月 - 12月 - 2020年香港：1月 - 2月 - 3月 - 4月 - 5月 - 6月 - 7月 - 8月 - 9月 - 10月 - 11月 - 12月 - 2019年香港：1月 - 2月 - 3月 - 4月 - 5月 - 6月 - 7月 - 8月 - 9月 - 10月 - 11月 - 12月 - 2018年香港：1月 - 2月 - 3月 - 4月 - 5月 - 6月 - 7月 - 8月 - 9月 - 10月 - 11月 - 12月 - 2017年香港：1月 - 2月 - 3月 - 4月 - 5月 - 6月 - 7月 - 8月 - 9月 - 10月 - 11月 - 12月 - 2016年香港：1月 - 2月 - 3月 - 4月 - 5月 - 6月 - 7月 - 8月 - 9月 - 10月 - 11月 - 12月 - 2015年香港：1月 - 2月 - 3月 - 4月 - 5月 - 6月 - 7月 - 8月 - 9月 - 10月 - 11月 - 12月 - 2014年香港：1月 - 2月 - 3月 - 4月 - 5月 - 6月 - 7月 - 8月 - 9月 - 10月 - 11月 - 12月 - 2013年香港：1月 - 2月 - 3月 - 4月 - 5月 - 6月 - 7月 - 8月 - 9月 - 10月 - 11月 - 12月 - 2012年香港：1月 - 2月 - 3月 - 4月 - 5月 - 6月 - 7月 - 8月 - 9月 - 10月 - 11月 - 12月 - 2011年香港：1月 - 2月 - 3月 - 4月 - 5月 - 6月 - 7月 - 8月 - 9月 - 10月 - 11月 - 12月 - 2010年香港：1月 - 2月 - 3月 - 4月 - 5月 - 6月 - 7月 - 8月 - 9月 - 10月 - 11月 - 12月 - 2009年香港：1月 - 2月 - 3月 - 4月 - 5月 - 6月 - 7月 - 8月 - 9月 - 10月 - 11月 - 12月 - 2008年香港：1月 - 2月 - 3月 - 4月 - 5月 - 6月 - 7月 - 8月 - 9月 - 10月 - 11月 - 12月 - 2007年香港：1月 - 2月 - 3月 - 4月 - 5月 - 6月 - 7月 - 8月 - 9月 - 10月 - 11月 - 12月 - 2006年香港：1月 - 2月 - 3月 - 4月 - 5月 - 6月 - 7月 - 8月 - 9月 - 10月 - 11月 - 12月 - 2005年香港：1月 - 2月 - 3月 - 4月 - 5月 - 6月 - 7月 - 8月 - 9月 - 10月 - 11月 - 12月 - 2004年香港：1月 - 2月 - 3月 - 4月 - 5月 - 6月 - 7月 - 8月 - 9月 - 10月 - 11月 - 12月 - 2003年香港：1月 - 2月 - 3月 - 4月 - 5月 - 6月 - 7月 - 8月 - 9月 - 10月 - 11月 - 12月 - 2002年香港：1月 - 2月 - 3月 - 4月 - 5月 - 6月 - 7月 - 8月 - 9月 - 10月 - 11月 - 12月 - 2001年香港：1月 - 2月 - 3月 - 4月 - 5月 - 6月 - 7月 - 8月 - 9月 - 10月 - 11月 - 12月 - 2000年香港：1月 - 2月 - 3月 - 4月 - 5月 - 6月 - 7月 - 8月 - 9月 - 10月 - 11月 - 12月 - 1999年香港：1月 - 2月 - 3月 - 4月 - 5月 - 6月 - 7月 - 8月 - 9月 - 10月 - 11月 - 12月 - 1998年香港：1月 - 2月 - 3月 - 4月 - 5月 - 6月 - 7月 - 8月 - 9月 - 10月 - 11月 - 12月 - 1997年香港：1月 - 2月 - 3月 - 4月 - 5月 - 6月 - 7月 - 8月 - 9月 - 10月 - 11月 - 12月 參       |

1. ↑  容量有限，本表只列出香港回歸以來各年各月香港新聞動態。關於更早年代的各年各月香港新聞動態，詳見於某年香港（某年表示1997年之前的公曆年份）。